# 馬尼斯蒂鎮區 (密歇根州)
馬尼斯蒂鎮區（英語：Manistee Township）是位於美國密歇根州馬尼斯蒂縣的一個行政鎮區。

## 地方資料
馬尼斯蒂鎮區的面積為124.70平方千米，當中陸地面積為114.90平方千米，而水域面積為9.80平方千米。根據2020年美國人口普查的數據，當地共有人口4022人，而人口密度為每平方千米32.25人。